# Eclipse (Schiff, 2010)
Die Eclipse ist eine Megayacht unter der Flagge der Bermudas. Sie wurde gebaut im Auftrag und ist im Besitz des russisch-israelisch-portugiesischen Oligarchen Roman Abramowitsch. Mit einer Länge von 162,5 Metern ist das Schiff drittlängste Megayacht der Welt (Stand: 2025); der Abstand zur Nummer 4 beträgt lediglich 50 cm. Der Baupreis für das Schiff wurde von Medien auf rund 340 bis 400 Millionen Euro geschätzt.

## Geschichte
Das Schiff wurde im Herbst 2010 von der Hamburger Werft Blohm + Voss an den Eigner des Schiffes, den russischen Milliardär Roman Abramowitsch übergeben. Der Stapellauf fand am 12. Juni 2009 statt. Anschließend befand sich die Yacht noch einmal zur Überarbeitung bei Blohm + Voss im großen Schwimmdock 10. Am 16. April 2010 wurde sie aus dem Dock entlassen. Der Gesamtpreis wurde auf 340 Millionen Euro geschätzt. Inklusive ihrer Ausstattung soll sie bis zu 850 Millionen Euro gekostet haben.
Das Hamburger Abendblatt berichtete, dass Abramowitsch aufgrund der technischen Probleme und der Verzögerung bei der Übergabe von Blohm + Voss einen Preisnachlass von rund 80 Millionen Euro gefordert habe. Ein Abgesandter des Eigners soll etliche Posten aus der Rechnung gestrichen haben, mit dem Hinweis, sie seien bereits mit dem vereinbarten Kaufpreis abgegolten. Daraus ergab sich ein Konflikt über die Definition was als „Extraausstattung“ in die Privatyacht eingebaut wurde. Außerdem soll er eine finanzielle Entschädigung für die verspätete Fertigstellung verlangt haben.
Die in Hamburg gebaute Eclipse wurde seit Baubeginn zweimal verlängert, um die Länge der damals längsten Yacht der Welt, der Dubai, zu übertreffen. Zusammen mit der Sussurro bildet sie die Privatflotte des Unternehmers. Das Schiff hat Räume für 126 Passagiere.
Ab Februar 2011 wurde die Eclipse von einem Unternehmen in Monaco zeitweise gechartert. Die Eclipse lag im Juli 2012 verhüllt in einer Werft in Barcelona, wo ein Umbau erfolgte, der im September 2012 abgeschlossen wurde.
Um den Sanktionen des Vereinigten Königreiches und der EU von Anfang März 2022 zu entgehen, ließ Abramowitsch die Eclipse und eine weitere Yacht den Hafen von Bodrum in der Türkei anlaufen.

## Ausstattung
Auf den neun Decks befinden sich ein 16 m langer Pool, ein Kino, eine Disco, 20 Jet-Skis, vier mitgeführte Motorboote, zwei Hubschrauberlandeplätze, einer davon mit Hangar, versenkbare Multimedia-Bildschirme und eine Eignerkabine mit zu öffnendem Dach.
Ein wesentlicher Bestandteil des Entwurfs war der Schutz der Privatsphäre. So wurde das Foyer ins Herz der Yacht gesetzt, um Schiffseigner, Gäste und Besatzung aufzuteilen. Unter der Wasserlinie sind Scheinwerfer installiert, um Schwimmer oder Taucher in der Nähe entdecken zu können. Des Weiteren sind gepanzerte Bullaugen sowie Blitzlichtsensoren und elektronische Störmaßnahmen gegen Digitalfotografie vorhanden. Für zusätzliche Sicherheit soll auch eine Vielzahl von Bewegungsmeldern sorgen.
Die Yacht wurde konstruktiv auf die Installation eines Raketenwarnsystems und für die Aufnahme eines Klein-U-Boots vorbereitet, das von außen unbemerkt abtauchen kann. Das U-Boot sowie das Raketen- und das aus Frankreich stammende Luftabwehrsystem sollten später nachgerüstet werden. So wurden beim Bau die Schnittstellen und die Spannungsversorgung für das Raketenabwehrsystem bereits vorgesehen. Auch eine Tendergarage für die U-Boote wurde eingebaut.
Grund für eine nachträgliche Installation dieser Waffen ist das deutsche Waffengesetz sowie das Kriegswaffenkontrollgesetz, welche den Verkauf, Betrieb und Einsatz solcher Militärwaffen für Privatpersonen verbieten. Das U-Boot und das Raketenabwehrsystem sollten von einer russischen Werft nachgerüstet werden.
Die Yacht wurde im September 2018 vom deutschen Zoll durchsucht. Dabei gingen die Beamten dem Verdacht eines Verstoßes gegen das Kriegswaffenkontrollgesetz nach. Dem Bericht zufolge fanden sich an Bord weder ein Raketenabwehrsystem noch sonstige Waffen.